# John Witherspoon (színművész)
John Weatherspoon (Detroit, 1942. január 27. –‎ Sherman Oaks, Los Angeles, 2019. október 29.) ismertebb nevén John Witherspoon amerikai színész és humorista aki különböző televíziós műsorokban és filmekben szerepelt.

## Élete
1942. január 27-én született a michigan-i Detroitban. Később vezetéknevét Weatherspoonról Witherspoonra változtatta. 11 testvér egyike volt.
Szenvedélyesen szerette a zenét, megtanult trombitán és kürtön játszani.

## Magánélete és halála
Witherspoon 1988-ban vette feleségül Angela Robinsont. Két fiuk született, John David ("J.D.") és Alexander. David Letterman volt a legjobb barátja, aki két fiának keresztapja.
Witherspoon szívinfarktusban halt meg otthonában, a kaliforniai Sherman Oaksban 2019. október 29-én. 77 éves volt. Temetésére 2019. november 5-én került sor.

## Filmográfia
Mozifilmek
- Jazzénekes (The Jazz Singer) (1980)
- Eszelős Hollywood (Hollywood Shuffle) (1987)
- Emberrablás (Kidnapped) (1987)
- Bird – Charlie Parker élete (Bird) (1988)
- Nyasgem! (I'm Gonna Git You Sucka) (1988)
- Micsoda buli (House Party) (1990)
- The Five Heartbeats (1991)
- Viszonyok és iszonyok (Talkin' Dirty After Dark) (1991)
- A gyilkos paradicsomok visszavágnak (Killer Tomatoes Strike Back!) (1991)
- Bumeráng (Boomerang) (1992)
- Bébé rosszcsontjai (Bébé's Kids) (1992, hang)
- Meteorember (The Meteor Man) (1993)
- Végzetes ösztön (Fatal Instinct) (1993)
- Végre péntek (Friday) (1995)
- Vámpír Brooklynban (Vampire in Brooklyn) (1995)
- Killin' Me Softly (1996)
- Ne légy barom 3. – Miközben skubizzák a csajok a brifkódat (Sprung) (1997)
- Rap-vágta (Ride) (1998)
- Bulworth – Nyomd a sódert! (Bulworth) (1998)
- Gerjedek a vonalaidra (I Got the Hook Up) (1998)
- High Freakquency (1998)
- Péntek esti gáz (Next Friday) (2000)
- A csajozás ásza (The Ladies Man) (2000)
- Sátánka – Pokoli poronty (Little Nicky) (2000)
- Dr. Dolittle 2. (2001, hang)
- Már megint péntek (Friday After Next) (2002)
- Flúgos járat (Soul Plane) (2004)
- Kiscsávó (Little Man) (2006)
- Kusza kapcsolatok (After Sex) (2007)
- Ezer szó (A Thousand Words) (2012)

Tv-sorozatok
- The Wayans Bros. (1995–1999, 101 epizódban)
- A kertvárosi gettó (The Boondocks) (2005–2014, 55 epizódban, hang)
- The First Family (2012–2015, 28 epizódban)
- Black Jesus (2014–2019, 31 epizódban)

## További információ
- John Witherspoon a PORT.hu-n (magyarul)
- John Witherspoon az Internetes Szinkronadatbázisban (magyarul)
- John Witherspoon az Internet Movie Database-ben (angolul)
- John Witherspoon a Rotten Tomatoeson (angolul)